# Paul Arnold (auteur)
Pour les articles homonymes, voir Paul Arnold et Arnold.
Paul Arnold était un ésotériste, historien du théâtre et écrivain français né le 11 février 1909 à Soultz-Haut-Rhin et mort le 31 juillet 1992 à Menton. Il a également traduit de l'allemand et de l'anglais vers le français. Il s'est intéressé entre autres à l'ésotérisme, notamment à la Rose + Croix. Son ouvrage sur le sujet : Histoire des Rose-Croix (Mercure de France, 1955) a fait date et ses travaux ont été repris par les universitaires Frances Yates, Bernard Gorceix et Umberto Eco (qui l'a fait rééditer en France mais aussi traduire en langue italienne). Plusieurs de ses ouvrages s'interrogent sur la question de l'initiation et de l'ésotérismes dans la Littérature, notamment dans les œuvres de William Shakespeare et de Charles Baudelaire. Il est le fondateur et le premier président de l'Union bouddhiste européenne.

## Publications
- Frontières du théâtre, Paris, Éditions du Pavois, 1946.- Prix Montyon 1947 de l’Académie française

- Le Dieu de Baudelaire, Paris, Savel, 1947.
- Ésotérisme de Shakespeare, Paris, Mercure de France, 1955.
- Histoire des Rose-Croix et les origines de la Franc-Maçonnerie, Paris, Mercure de France, 1955 ; rééd. préface d'Umberto Eco, Mercure de France, « Essais », 1990.- Prix Eugène Colas 1991 de l’Académie française

- Le Théâtre japonais. Nô, kabuki, shimpa, shingeki, Paris, l'Arche, 1957.
- Les Dévoyés, roman, Paris, A. Michel, 1958.
- Le Silence de Célia, Paris, Mercure de France, 1960.
- Une Larme pour tous, roman, Paris, Mercure de France, 1961.
- Avec les lamas tibétains. Chronique d'une expérience spirituelle, Paris, Fayard, 1970.
- La Rose-Croix et ses rapports avec la Franc-maçonnerie. Essai de synthèse historique, Paris, G. P. Maisonneuve et Larose, 1970.
- Lecture de Shakespeare, Paris, Culture, art, loisirs, 1971.
- Avec les sages du Japon, Paris, Fayard, 1972.
- Ésotérisme de Baudelaire, Paris, J. Vrin, 1972.
- Les Grands inspirés. Fondateurs de religions, de Pythagore à Mohammed, Paris, Culture, art, loisirs, [1973].
- Le Zen et la tradition japonaise, Paris, Culture, art, loisirs, 1973.
- Le théâtre Japonais d'aujourd'hui, La renaissance du livre, 1974.
- Clef pour Shakespeare. Ésotérisme de l'œuvre shakespearienne, Paris, J. Vrin, 1977.
- Histoire secrète de l'Alsace, Paris, A. Michel, 1979.
- Le Neuvième soleil. Récit d'une apocalypse, Poët-Laval, Curandera, 1980.
- Le Mystère basque dévoilé, Monaco, Éditions du Rocher, 1982.